# FK Bagtyjarlyk-Lebap
FK Bagtyjarlyk-Lebap (ryska: Футбольный клуб Багтыярлык-Лебап; turkmeniska: Bagtyýarlyk-Lebap futbol topary) är en turkmenisk fotbollsklubb baserad i Türkmenabat. Klubben spelar i Turkmenistans högsta division, Ýokary Liga. Klubbens hemmastadion är Türkmenabat-stadion som kan ta upp till 10 000 åskådare.